# Dimorphanthera crassifolia
Dimorphanthera crassifolia är en ljungväxtart som beskrevs av Herman Otto Sleumer. Dimorphanthera crassifolia ingår i släktet Dimorphanthera och familjen ljungväxter. Inga underarter finns listade i Catalogue of Life.